# گائتانو شیره‌آ
گائتانو شیره آ (به ایتالیایی: Gaetano Scirea) بازیکن فوتبال و اهل ایتالیا و اسطورهٔ یوونتوس است که از سال ۱۹۷۵ میلادی عضو تیم ملی فوتبال ایتالیا بوده و در ۷۸ بازی ملی حضور داشته‌است. او در بازی‌های ملی‌اش ۲ گل به ثمر رساند.
گائتانو شیره آ آخرین بازی ملی خود را در سال ۱۹۸۶ میلادی انجام داد.
شیره آ مدافع برازنده‌ای در مهارت و توانایی‌های تاکتیکی بود
با وجود اینکه بیشتر مدافعان تاکتیک‌های خشن و بعضی مواقع ظالمانه را به کار می‌بردند، که مهم‌ترین آن‌ها همبازی خودش کلاودیو جنتیله بود، او به جوانمردی و اخلاق بزرگ منشانه مشهور بود.
شیره آ در طول تمام دوران حرفه‌ای خود چه در یووه و چه در ایتالیا اخراج نشد، که احتمالاً یک رکورد جاودانه برای یک مدافع در سطح بین‌المللی فوتبال در کل تاریخ خواهد بود و این گویای چیزهای زیادی در مورد اخلاق و سطح مهارت اوست.
او بیشترین نقش خود را به صورت مدافع آخر و لیبرو انجام می‌داد، و این نقش که توسط فرانس بکن بائر آغاز شده بود را به بهترین شکل توسعه داد، او در این نقش به هنگام حمله خودش را از دفاع جدا می‌کرد و پتانسیل حمله‌ای تیم خود را افزایش می‌داد و در اغلب گل‌ها نقش داشت و گاهی خود تأثیر مستقیم در به ثمر رساندن گل می‌گذاشت همچون گل دوم در فینال جام جهانی ۸۲ و در عین حال مرکزی‌ترین و دفاعی‌ترین پست به هنگام دفاع بر عهدهٔ او بود که این را نیز به بهترین نحو ممکن انجام می‌داد.
شیره آ ۱۴ فصل برای یوونتوس بازی کرد با ۵۵۲ بازی که رکوردش بعد از ۲ دهه توسط دل پیرو شکسته شد. ۷ قهرمانی لیگ، ۲ سوپر کاپ، ۱ قهرمانی اروپا، یک یوفا، ۱ سوپرکاپ، ۱ اینترتوتو، ۱ جام در جام به‌دست‌آورد تا یکی از ۵ بازیکن تاریخ فوتبال باشه که تمامی افتخارات باشگاهی ممکن رو کسب کردند. با تیم ملی ۷۸ بازی کرد که در جام جهانی ۸۲ قهرمان جهان شد. شمارهٔ ۶ تیم ملی ایتالیا به افتخار شیره آ بایگانی شد.
او از جمله معدود افرادی است که تمامی افتخارات را چه در عرصهٔ باشگاهی و چه ملی به‌دست آورده‌است که مهم‌ترین آن‌ها جام جهانی ۸۲ بوده‌است. در آن مسابقات انزو بیرزت در مورد بزرگی او گفت: «او یک نماد برای همهٔ فوتبال در زمینه‌های تکنیک، رفتار و استایل است» و متأسفانه در سن ۳۶ سالگی در اثر سانحهٔ تصادف در ۳ سپتامبر ۱۹۸۹ درگذشت.